# Lande Lauenburg und Bütow
Die Lande Lauenburg und Bütow sind historische Grenzgebiete zwischen Pommern und Pomerellen. Sie umfassten die Städte Lauenburg und Bütow mit Umland.

## Zugehörigkeit zu Pommern und Pommerellen (bis 1309/1329)
Das Gebiet, das später zu den Landen Lauenburg und Bütow wurde, gehörte im frühen Mittelalter zum Siedlungsgebiet der Pomoranen. Erst für die Zeit ab dem 12. Jahrhundert liegen genauere Kenntnisse über die politische Gliederung vor.
Das Gebiet des späteren Landes Lauenburg, damals nach der Burg Belgard an der Leba als Land Belgard bezeichnet, gehörte wohl seit dem 12. Jahrhundert, jedenfalls aber seit dem 13. Jahrhundert, zum Herzogtum Pommerellen des Herrscherhauses der Samboriden.
Das Gebiet des späteren Landes Bütow gehörte zum Herzogtum Schlawe-Stolp, in dem die Ratiboriden, eine Seitenlinie des Greifenhauses, regierten. Mit dem Aussterben der Ratiboriden 1227 fiel ihr Land, so auch das Gebiet des Landes Bütow, an die Samboriden.
Nach dem Aussterben des Herrscherhauses der Samboriden 1294 folgte der Pommerellische Erbfolgestreit. In dessen Verlauf kam das Gebiet der Lande Lauenburg und Bütow zunächst unter die Herrschaft von Markgraf Waldemar von Brandenburg, der durch die einheimische Adelsfamilie der Swenzonen unterstützt wurde. Dieser trat seine Ansprüche am größten Teil Pommerellens durch den Vertrag von Soldin (1309) an den Deutschen Orden ab; hierzu gehörte auch das Gebiet des Landes Lauenburg.
Das Gebiet Schlawe-Stolp, einschließlich Bütow, behielt Markgraf Waldemar zunächst, trat es aber 1317 an Herzog Wartislaw IV. von Pommern-Wolgast ab. Dieser übereignete das Land Bütow 1321 an seinen Kanzler Henning Behr. Dessen Söhne verkauften es dann 1329 an den Deutschen Orden. Das westlich von Bütow gelegene Land Tuchen war von der Übereignung 1321 noch ausgenommen. Der Orden erwarb dieses Gebiet im Jahr 1385 zunächst als Pfandherrschaft. Es bildete später einen Teil des Landes Bütow.

## Teil des Deutschordensstaats (1309/1329 bis 1466)
Somit erwarb der Deutsche Orden im 14. Jahrhundert das Gebiet der Lande Lauenburg und Bütow. Es bildete den westlichen Rand des Deutschordensstaats. Der Orden erhob 1341 Lauenburg und 1346 Bütow zu Städten nach Kulmer Recht. Ende des 14. Jahrhunderts legte er in Lauenburg und Bütow Ordensburgen an. Der Orden führte eine straffe Verwaltung, die ihn bei dem grundbesitzenden Adel und den Städten wenig beliebt machte.
Die Lauenburger Stände traten 1440 dem Preußischen Bund bei, einem gegen den Orden gerichteten Bündnis des preußischen Landadels und der Städte, das gemeinsam mit Königreich Polen den Dreizehnjährigen Krieg (1454–1466) gegen den Orden führte. Zu den umfangreichen Gebietsabtretungen, die der Orden im Zweiten Thorner Frieden, 1466, akzeptieren musste, gehörten auch die Lande Lauenburg und Bütow. Der Orden trat das Gebiet an den polnischen König Kasimir IV. ab.

## Besitz der pommerschen Herzöge (1466 bis 1637)
König Kasimir IV. von Polen gab die Lande Lauenburg und Bütow 1466 an Herzog Erich II. von Pommern weiter, als Belohnung für dessen Unterstützung gegen den Orden. Herzog Erich II. trat dem Zweiten Thorner Frieden im Jahr 1467 bei.
Erich II. war auf diese Weise zwar eine territoriale Ausdehnung seiner Herrschaft gelungen, doch erhielten die Lande Lauenburg und Bütow eine Sonderstellung innerhalb des Herzogtums Pommern. Denn er hatte die Lande zunächst nur als Treuhänder erhalten. Später, jedenfalls ab 1490, hielten die pommerschen Herzöge die Lande als Pfandbesitz.
Erst 1526 gelang es den Herzögen von Pommern, Georg I. und Barnim IX., den Rechtstitel eines bloßen Pfandbesitzes in den stärkeren Rechtstitel eines erblichen Lehens der Krone Polens umzuwandeln. Der Lehnsbrief sah vor, dass das Lehen im Fall des Aussterbens des pommerschen Herzogshauses, des Greifenhauses, an das Königreich Polen heimfallen sollte. Von einer Huldigung und übrigen Lehnspflichten waren die Herzöge befreit. Bei jedem neuen König aber mussten sie eine Bestätigung des Lehens einholen.
Nach dem Treptower Landtag von 1534, auf dem die Landstände Pommerns sich der evangelischen Konfession anschlossen, wurden auch die Lande Lauenburg und Bütow ganz überwiegend evangelisch.
Etwa ab Mitte des 16. Jahrhunderts führten die pommerschen Herzöge den Titel eines „Herrn von Lauenburg und Bütow“. Auf dem Epitaph Herzog Philipps I. in der Wolgaster St.-Petri-Kirche aus dem Jahr 1560 folgt am Schluss der Aufzählung seiner Titel: „et Domini in Lovvenborch et Butovv“. Mit dem Tod Herzog Bogislaws XIV. im Jahr 1637 starb das Greifenhaus im Mannesstamm aus.

## Unmittelbarer Besitz der Krone Polens (1637 bis 1657)
Die Lande Lauenburg und Bütow wurden 1637 durch den König von Polen als erledigtes Lehen eingezogen. Sie wurden 1641 mit dem Königlichen Preußen vereinigt und bildeten zwei Starosteien in der Woiwodschaft Pommerellen.
Zunächst wurde 1637 Melchior Weiher, der auch Woiwode von Kulm war, Starost von Lauenburg und von Bütow. Ihm folgten als Starost von Lauenburg 1639 Kaspar Dönhoff, Woiwode von Sieradz, und schließlich von 1640 bis 1658 Reinhold Gneomar von Krockow. Starost in Bütow war von 1641 bis 1657 Jakob von Weiher, Woiwode von Marienburg, und schließlich 1658 ebenfalls Reinhold Gneomar von Krockow.
Die damals in Polen wütende katholische Gegenreformation verschonte auch die Lande Lauenburg und Bütow nicht. Diejenigen Kirchen, bei denen das Kirchenpatronat beim Landesherrn lag, wurden ohne Rücksicht auf den Glauben der Bevölkerung zwangsweise rekatholisiert. Dies betraf im Land Lauenburg 7 von 20 Kirchen, im Land Bütow 8 von 10 Kirchen. Nur diejenigen Kirchen, bei denen ein Adliger Kirchenpatron war, blieben von der Rekatholisierung ausgenommen. Die Einwohner blieben ganz überwiegend im evangelischen Glauben.

## Lehnsbesitz Brandenburg-Preußens (1657 bis 1771)
In dem 1657 geschlossenen Vertrag von Bromberg gab Polen die Lande Lauenburg und Bütow dem Kurfürsten Friedrich Wilhelm von Brandenburg, seit 1640 Herzog in Pommern, zum erblichen Lehen. Die Bedingungen des Lehnsbriefes entsprachen denen, unter denen die früheren Herzöge von Pommern die Lande zu Lehen hatten. Zusätzlich wurde der Besitzstand der katholischen Kirche festgeschrieben, also die soeben durchgeführte Rekatholisierung von Kirchengebäuden. Der Titel eines „Herrn von Lauenburg und Bütow“ gehörte bis 1817 zur Titulatur der brandenburg-preußischen Herrscher.
Die Besitzübergabe fand 1658 statt. Als Lehen der Krone Polens hatten die Lande Lauenburg und Bütow eine Sonderstellung in Brandenburg-Preußen, wie schon zuvor im Herzogtum Pommern. Sie wurden durch einen besonderen Oberhauptmann verwaltet. Der erste Oberhauptmann war Lorenz Christoph von Somnitz, zugleich Kanzler von Hinterpommern, das 1648 an Brandenburg-Preußen gekommen war.
Zu den neu eingerichteten Behörden gehörte das Lauenburger Konsistorium als Gerichts- und Verwaltungsbehörde für die evangelisch-lutherische Kirche.

## Integration in den preußischen Staat (ab 1771)
König Friedrich II. von Preußen integrierte die Lande Lauenburg und Bütow vollständig in den preußischen Staat. 1771 schaffte er die Position des Oberhauptmanns ab und unterstellte das Gebiet der Provinzverwaltung in Stettin, der so genannten Pommerschen Kriegs- und Domänenkammer. Im Rahmen der Ersten Teilung Polens, 1772, erhielt der König von Preußen das benachbarte Polnisch-Preußen. Im Warschauer Vertrag von 1773 wurde aus dem bisherigen Lehen ein souveräner Bestandteil Preußens. Die Lande Lauenburg und Bütow wurden Hinblick auf Justizsachen zunächst 1773 in die aus den neu erworbenen Gebieten gebildete Provinz Westpreußen eingegliedert. Im Hinblick auf die Verwaltung gehörten sie weiterhin zu Pommern und bildeten hier seit 1777 den Lauenburg-Bütowschen Kreis. Das Lauenburger Konsistorium wurde 1773 aufgehoben.
Für einige Zeit behielt der Lauenburg-Bütowsche Kreis noch in manchen Beziehungen eine Sonderstellung. So unterstand der Kreis bis 1803/1804 nicht dem Obergericht in der pommerschen Provinzhauptstadt Stettin, sondern dem in Marienburg in Westpreußen. Im Jahr 1815 kam der Kreis zum Regierungsbezirk Köslin der Provinz Pommern.
Zum 1. Januar 1846 wurde der Lauenburg-Bütowsche Kreis geteilt und es entstanden der Kreis Lauenburg und der Kreis Bütow.